# Выпуклый слой

Сферический слой с внутренним радиусом и внешним радиусом. Справа: две половины слоя

Вы́пуклый слой — понятие комплексного анализа, раздела математики, точечное множество
{\displaystyle C=A\setminus {\bar {B}}}
где {\displaystyle B\subset A} — выпуклые ограниченные области, причём замыкание {\displaystyle {\bar {B}}\subset A}.
В случае, когда обе области {\displaystyle A} и {\displaystyle B} — концентрические сферы, то получаем частный случай выпуклого слоя — сферический слой.

## Определение выпуклого слоя
Выпуклый слой — точечное множество {\displaystyle C} комплексно-вещественного пространства
{\displaystyle \mathbb {E} ^{2m+n}=\mathbb {C} ^{m}\times \mathbb {R} ^{n}=}
{\displaystyle =\{z_{1},\,\dots ,\,z_{m},\,u_{1},\,\dots ,\,u_{n}\},\,}
{\displaystyle m,\,n\geqslant 0,\quad 2m+n\geqslant 2,}
такое, что
{\displaystyle C=A\setminus {\bar {B}}},
где {\displaystyle B\subset A\subset \mathbb {C} \times \mathbb {R} ^{n}} — выпуклые ограниченные области, причём замыкание {\displaystyle {\bar {B}}\subset A}.
В случае, когда обе области {\displaystyle A} и {\displaystyle B} — концентрические сферы, то получаем частный случай выпуклого слоя — сферический слой.

### Структура выпуклого слоя
Представим структуру  выпуклого слоя {\displaystyle C=A\setminus {\bar {B}}} в следующем комплексно-вещественном пространстве:
{\displaystyle \mathbb {E} ^{n+2}=\mathbb {C} \times \mathbb {R} ^{n}=\{z,\,u_{1},\,u_{2},\,\dots ,\,u_{n}\},\,n\geqslant 1.}
1. Вещественные проекции. Вещественная структура выпуклого слоя выглядит следующим образом. Спроектируем определённые выше точечные множества {\displaystyle A,\,B,\,C\subset \mathbb {C} \times \mathbb {R} ^{n}}, на вещественное пространство {\displaystyle \mathbb {R} ^{n}=\{u_{1},\,u_{2},\,\dots ,\,u_{n}\},\,n\geqslant 1.} Получим следующие проекции:
- проекция выпуклой области {\displaystyle A} — выпуклая область {\displaystyle U_{A}\subset \mathbb {R} ^{n}};
- проекция выпуклой области {\displaystyle B} — выпуклая подобласть {\displaystyle U_{B}\subset U_{A}\subset \mathbb {R} ^{n}};
- проекция области {\displaystyle C} — область {\displaystyle U_{C}\subset U_{A}\subset \mathbb {R} ^{n}}.

В этом случае выпуклый слой есть снова разность двух точечных множеств {\displaystyle U_{C}=U_{A}\setminus {\overline {U_{B}}}}, {\displaystyle {\overline {U_{B}}}\subset U_{A}}, а при {\displaystyle n=1} множество {\displaystyle U_{C}} — два непересекающихся интервала оси {\displaystyle u}.
2. Комплексные слои. Комплексная структура выпуклого слоя в комплексно-вещественном пространстве выглядит следующим образом. Для этого представим точечные множества {\displaystyle A,\,B\subset \mathbb {C} \times \mathbb {R} ^{n}} в виде множества срезов-«слоёв»:
{\displaystyle A=\{(z,\,u)\in \mathbb {C} \times \mathbb {R} ^{n}\colon \,u\in U_{A},\,z\in D_{A}(u)\},}
{\displaystyle C=\{(z,\,u)\in \mathbb {C} \times \mathbb {R} ^{n}\colon \,u\in U_{A},\,z\in D_{C}(u)\}.}
В этом случае достаточно очевидно, что если {\displaystyle u\in U_{A}\setminus U_{\bar {B}}}, то оба множества {\displaystyle D_{A}(u)} и {\displaystyle D_{C}(u)} суть двумерные выпуклые области, а если {\displaystyle u\in U_{\bar {B}}}, то множество {\displaystyle D_{C}(u)} образуется из множества {\displaystyle D_{A}(u)} путём исключения одной точки или некоторой замкнутой кривой со своей внутренностью.

## Сферический слой

Сферический слой с внутренним радиусом и внешним радиусом. Справа: две половины слоя

Сферический слой — область, заключённая между двумя концентрическими сферами различных радиусов.
Устаревшие синонимы: сферическая оболочка; шаровой слой.
Тонкий сферический слой может называться тонкостенной сферой (англ. thin-walled spherical shell).
Сферический слой представляет собой частный случай выпуклого слоя.

### Определение сферического слоя
Сферический слой — точечное множество {\displaystyle S} комплексного пространства {\displaystyle \mathbb {C} ^{n}(z)}, которое можно определить как следующую разность двух концентрических шаров с центром в точке {\displaystyle a}, где уменьшаемое — открытый шар, а вычитаемое — замкнутый шар:
{\displaystyle S=B(a,\,R)\setminus {\bar {B}}(a,\,r),\quad } {\displaystyle 0<r<R},
или сразу как следующее обобщённое кольцо с центром в начале координат:
{\displaystyle S=\{z\in \mathbb {C} ^{n}\colon \,r<|z|<R,\,0<r<R\}}.
В случае простейшего комплексно-вещественного пространства {\displaystyle \mathbb {C} \times \mathbb {R} (z,\,u)} сферический слой {\displaystyle S} с центром в начале координат можно определить следующей формулой:
{\displaystyle S=\{(z,\,u)\in \mathbb {C} \times \mathbb {R} \colon \,r^{2}<|z|^{2}+u^{2}<R^{2}\}.}

## Слой бикруга
Слой бикруга — область, заключённая между двумя концентрическими границами различных бикругов.
Слой бикруга — точечное множество {\displaystyle \Omega } комплексного пространства {\displaystyle \mathbb {C} ^{2}(z)}, который можно определить как следующую разность двух концентрических бикругов с центром в начале координат, где вычитаемое — замыкание бикруга:
{\displaystyle \Omega \equiv \Delta ^{2}(0,\,R)\setminus {\bar {\Delta }}^{2}(0,\,r),\quad } {\displaystyle 0<r<R.}